# Bolma tamikoana
Bolma tamikoana is een slakkensoort uit de familie van de Turbinidae. De wetenschappelijke naam van de soort is voor het eerst geldig gepubliceerd in 1973 door Shikama.